# مانگیناتس
مانگیناتس (به صربی: Manjinac) یک منطقهٔ مسکونی در صربستان است که در کنگاژواتس واقع شده‌است. مانگیناتس ۱۲۲ نفر جمعیت دارد.